# Santa María del Oro (Nayarit)
Santa María del Oro è un comune del Messico, situato nello stato di Nayarit.